# Grande Prêmio da Espanha de 2002
Resultados do Grande Prêmio da Espanha de Fórmula 1 (formalmente XLIV Gran Premio Marlboro de España) realizado em Barcelona em 28 de abril de 2002. Quinta etapa da temporada, foi vencido pelo alemão Michael Schumacher, da Ferrari.

## Corrida
| Pos.   | Nº | Piloto                | Construtor       | Voltas | Tempo/Diferença | Grid | Pontos |
| ------ | -- | --------------------- | ---------------- | ------ | --------------- | ---- | ------ |
| 1      | 1  | Michael Schumacher    | Ferrari          | 65     | 1:30:29.981     | 1    | 10     |
| 2      | 6  | Juan Pablo Montoya    | Williams-BMW     | 65     | + 35.630        | 4    | 6      |
| 3      | 3  | David Coulthard       | McLaren-Mercedes | 65     | + 42.623        | 7    | 4      |
| 4      | 7  | Nick Heidfeld         | Sauber-Petronas  | 65     | + 1:06.697      | 8    | 3      |
| 5      | 8  | Felipe Massa          | Sauber-Petronas  | 65     | + 1:18.973      | 11   | 2      |
| 6      | 20 | Heinz-Harald Frentzen | Arrows-Cosworth  | 65     | + 1:20.430      | 10   | 1      |
| 7      | 11 | Jacques Villeneuve    | BAR-Honda        | 64     | + 1 volta       | 15   |        |
| 8      | 25 | Allan McNish          | Toyota           | 64     | + 1 volta       | 19   |        |
| 9      | 24 | Mika Salo             | Toyota           | 64     | + 1 volta       | 17   |        |
| 10     | 14 | Jarno Trulli          | Renault          | 63     | Motor           | 9    |        |
| 11     | 5  | Ralf Schumacher       | Williams-BMW     | 63     | Motor           | 3    |        |
| 12     | 15 | Jenson Button         | Renault          | 60     | Pane hidráulica | 6    |        |
| Ret    | 12 | Olivier Panis         | BAR-Honda        | 43     | Exaustor        | 13   |        |
| Ret    | 16 | Eddie Irvine          | Jaguar-Cosworth  | 41     | Pane hidráulica | 22   |        |
| Ret    | 21 | Enrique Bernoldi      | Arrows-Cosworth  | 40     | Pane hidráulica | 14   |        |
| Ret    | 10 | Takuma Sato           | Jordan-Honda     | 10     | Spin            | 18   |        |
| Ret    | 9  | Giancarlo Fisichella  | Jordan-Honda     | 5      | Pane hidráulica | 12   |        |
| Ret    | 4  | Kimi Räikkönen        | McLaren-Mercedes | 4      | Rear wing       | 5    |        |
| Ret    | 17 | Pedro de La Rosa      | Jaguar-Cosworth  | 2      | Spin            | 16   |        |
| DNS    | 2  | Rubens Barrichello    | Ferrari          | -      | Câmbio          | 2    |        |
| DNS    | 23 | Mark Webber           | Minardi-Asiatech | -      | Safety          | 20   |        |
| DNS    | 22 | Alex Yoong            | Minardi-Asiatech | -      | Safety          | 21   |        |
| Fonte: |    |                       |                  |        |                 |      |        |

## Tabela do campeonato após a corrida
| Pos.   | Piloto             | Pontos |
| ------ | ------------------ | ------ |
| 1      | Michael Schumacher | 44     |
| 2      | Juan Pablo Montoya | 23     |
| 3      | Ralf Schumacher    | 20     |
| 4      | David Coulthard    | 9      |
| 5      | Jenson Button      | 8      |
| Fonte: |                    |        |

| Pos.   | Construtor       | Pontos |
| ------ | ---------------- | ------ |
| 1      | Ferrari          | 50     |
| 2      | Williams-BMW     | 43     |
| 3      | McLaren-Mercedes | 13     |
| 4      | Renault          | 8      |
| 5      | Sauber-Petronas  | 8      |
| Fonte: |                  |        |

- Nota: Somente as primeiras cinco posições estão listadas.